# Eden Sher

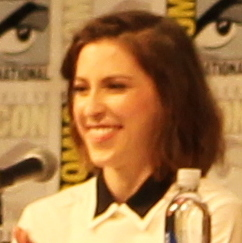
Eden Sher (2017)

Eden Rebecca Sher (* 26. Dezember 1991 in Los Angeles, Kalifornien) ist eine US-amerikanische Schauspielerin, bekannt wurde sie durch ihre Rolle als Sue Heck in der Serie The Middle.

## Karriere
Sher spielte 2006 in acht Episoden in der Fernsehserie Weeds – Kleine Deals unter Nachbarn die Rolle der Gretchen, wofür sie bei den Screen Actors Guild Awards 2007 zusammen mit der restlichen Besetzung in der Kategorie Bestes Schauspielensemble – Komödie nominiert wurde. Von 2006 bis 2007 spielte sie in elf Episoden in der Serie Sons & Daughters mit.
Sher hatte danach verschiedene Gastrollen in Fernsehserien. So war sie 2007 in einer Episode von O.C., California zu sehen und spielte 2008 in einer Episode von The Middleman mit. 2009 trat sie in jeweils einer Episode von Sonny Munroe und Party Down auf. Von 2009 bis 2018 übernahm sie die Hauptrolle Sue Heck in der Comedyserie The Middle, die Tochter von Mike Heck (Neil Flynn) und Frankie Heck (Patricia Heaton). Für diese Rolle wurde sie bei den Young Artist Awards 2010 in der Kategorie Beste wiederkehrende Schauspielerin in einer Fernsehserie und 2011 zusammen mit Charlie McDermott und Atticus Shaffer, die in der Serie ihre Brüder verkörpern, in der Kategorie Herausragende Besetzung in einer Fernsehserie nominiert.

## Filmografie (Auswahl)
- 2001: Stuck (Kurzfilm)
- 2006: Weeds – Kleine Deals unter Nachbarn (Weeds, Fernsehserie, 8 Episoden)
- 2006–2007: Sons & Daughters (Fernsehserie, 11 Episoden)
- 2007: O.C., California (The O.C., Fernsehserie, Episode 4x11)
- 2008: The Middleman (Fernsehserie, Episode 1x06)
- 2009: Sonny Munroe (Sonny with a Chance, Fernsehserie, Episode 1x06)
- 2009: Party Down (Fernsehserie, Episode 1x01)
- 2009–2018: The Middle (Fernsehserie, 215 Episoden)
- 2012: Pair of Kings – Die Königsbrüder (Pair of Kings, Fernsehserie, Episode 3x15)
- 2014: Veronica Mars
- 2015–2019: Star gegen die Mächte des Bösen (Star vs. the Forces of Evil, Fernsehserie, Stimme von Star Butterfly)
- 2016: Temps
- 2016: Sing It! (Fernsehserie, 2 Episoden)
- 2017: Cool Girls (The Outcasts)
- 2018: Step Sisters
- 2018: Robot Chicken (Fernsehserie, Episode 9x04, Stimme)
- 2018: Superstore (Fernsehserie, Episode 4x06)
- 2019: Jane the Virgin (Fernsehserie, 3 Episoden)
- 2023: Lopez vs. Lopez (Fernsehserie, Episode 1x11)
- 2023: How I Met Your Father (Fernsehserie, Episode 2x04)